# Список глав Югославии

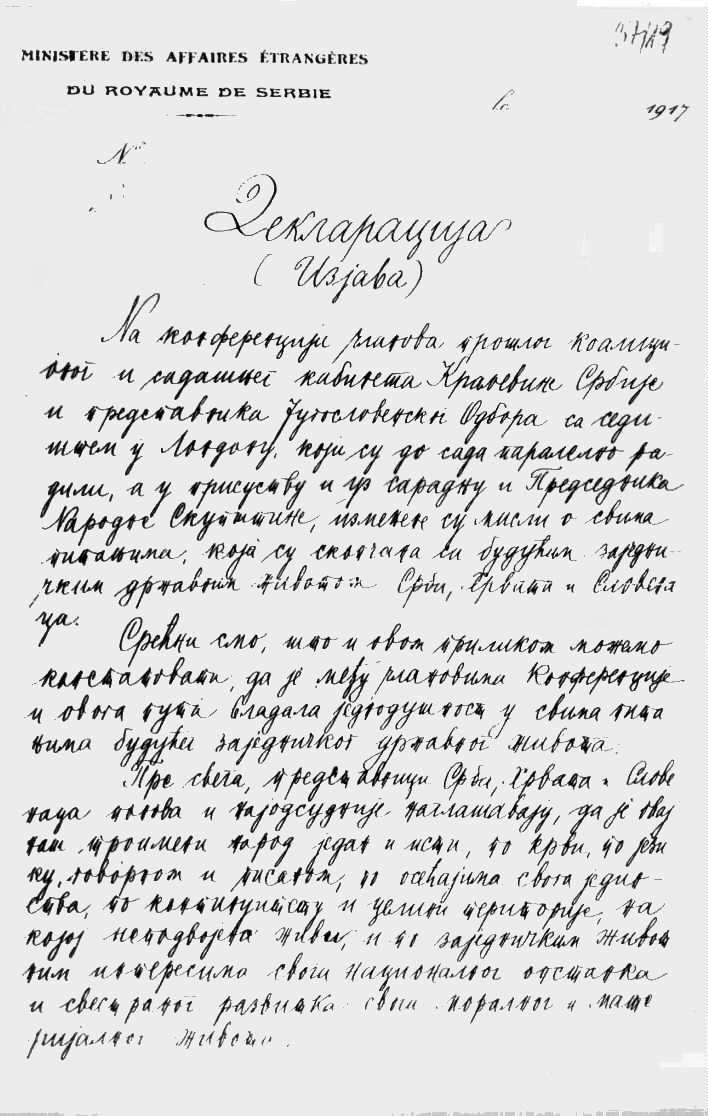
Корфская декларация

Видовданская конституция

Список глав Югославии включает глав государства Югославии, начиная с создания в 1918 году Королевства Сербов, Хорватов и Словенцев и завершая прекращением в 2006 году Государственного Союза Сербии и Черногории как последнего объединения югославянских народов.
Использованная в первом столбце таблиц нумерация является условной; также условным является использование в первом столбце цветовой заливки, служащей для упрощения восприятия принадлежности лиц к различным политическим силам без необходимости обращения к столбцу, отражающему партийную принадлежность. Наряду с партийной принадлежностью, в столбце «Партия» также отражён внепартийный (независимый) статус персоналий. Для удобства список разделён на принятые в историографии периоды истории страны. Приведённые в преамбулах к каждому из разделов описания этих периодов призваны пояснить особенности политической жизни.
Имена персоналий последовательно приведены на вуковице (кириллическом алфавите) и гаевице (латинском в основе алфавите), для Председателей Президиума СФРЮ с 1980 по 1992 годы — также на других языках титульных наций представляемых персонами социалистических республик и автономных краёв, помимо сербского (сербохорватского).

## Королевство Сербов, Хорватов и Словенцев (1918—1929)
С 27 сентября (9 октября) 1915 года по 20 октября (1 ноября) 1918 Королевство Сербия (серб. Краљевина Србија) было оккупировано Австро-Венгрией и Болгарией (освобождение территории началось в начале октября 1917 года); в период оккупации король Петар Караджорджевич (Карагеоргиевич) и правительство находились на греческом острове Корфу, где 7 (20) июля 1917 года главой сербского правительства Николой Пашичем и председателем лондонского Югославянского комитета Анте Трумбичем была подписана декларация об объединении по окончании мировой войны Сербии и югославянских земель Австро-Венгрии в единое государство под эгидой сербской династии Карагеоргиевичей. 29 июля (11 августа) 1917 года к соглашению присоединился парижский Черногорский комитет национального объединения. 20 ноября (1 декабря) 1918 года Королевство Сербов, Хорватов и Словенцев (сербохорв. Краљевина Срба, Хрвата и Словенаца / Kraljevina Srba, Hrvata i Slovenaca, словен. Kraljevina Srbov, Hrvatov in Slovencev) было провозглашено, сербский король Пётр принял титул короля сербов, хорватов и словенцев (сербохорв. краљ Срба, Хрвата и Словенаца / kralj Srba, Hrvata i Slovenaca), используя формулу по милости Божьей и воле Народной (сербохорв. по милости Божјој и вољи Народној / po milosti Božjoj i volji Narodnoj). Из-за проблем со здоровьем он 25 июня (8 июля) 1914 года отошёл от дел, поручив правление назначенному регентом престолонаследнику Александру, что сохранилось и с созданием нового королевства. 19 декабря 1918 года к нему присоединилось Государство Словенцев, Хорватов и Сербов (сербохорв. Država Slovenaca, Hrvata i Srba; Држава Словенаца, Хрвата и Срба, словен. Država Slovencev, Hrvatov in Srbov) объединившее в ходе распада Австро-Венгрии входившие в состав империи южно-славянские земли (Королевство Хорватия и Славония, Королевство Далмация, Босния и Герцеговина, Крайна), которое было провозглашено 29 октября 1918 года. Действующее сербское правительство Николы Пашича стало временным правительством объединённого королевства, пока первым Председателем министерского совета (сербохорв. Председник министарског савета / Predsjednik ministarskog vijeća) нового государства не был назначен Стоян Протич. В 1921 году в праздник Видовдан (28 июня 1921 года) Учредительной скупщиной (серб. Уставнотворна скупштина) была принята Видовданская конституция, действовавшая до установления 6 января 1929 года королём Александром военно-монархической диктатуры. 3 октября королём был обнародован вступивший на следующий день в силу закон «О наименовании и разделении королевства на административные районы», по которому страна стала называться Королевство Югославия (до того название Югославия повсеместно использовалось неофициально).
До 18 января (1 февраля) 1919 года, когда Королевство Сербов, Хорватов и Словенцев перешло на григорианский календарь, также приведены юлианские даты.
Курсивом на сером фоне показаны даты начала и окончания полномочий регента престола.
|        | Портрет | Монограмма      | Имя (годы жизни)                                               | Полномочия                 | Полномочия | Династия                                                 | Титул или пост                                                                                                | Пр.    |
| Начало | Портрет | Монограмма      | Имя (годы жизни)                                               | Окончание                  | | Династия                                                 | Титул или пост                                                                                                | Пр.    |
| ------ | ------- | --------------- | -------------------------------------------------------------- | -------------------------- | --- | -------------------------------------------------------- | --- | ------ |
| 1      |         |                 | Пётр I (1844—1921) сербохорв. Петар I / Petar I                | 20 ноября (1 декабря) 1918 | 16 августа 1921                                                                                               | Караджёрджевичи сербохорв. Карађорђевићи / Karađorđevići | король сербов, хорватов и словенцев сербохорв. краљ Срба, Хрвата и Словенаца / kralj Srba, Hrvata i Slovenaca | [ 14 ] |
| —      |         | отсутствует     | Александр I (1888—1934) сербохорв. Александар I / Aleksandar I | 20 ноября (1 декабря) 1918 | 16 августа 1921                                                                                               | Караджёрджевичи сербохорв. Карађорђевићи / Karađorđevići | престолонаследник и регент сербохорв. престолонаследник и регент / prestolonaslednik i regent                 | [ 15 ] |
| 2      |         | 16 августа 1921 | Александр I (1888—1934) сербохорв. Александар I / Aleksandar I | 4 октября 1929             | король сербов, хорватов и словенцев сербохорв. краљ Срба, Хрвата и Словенаца / kralj Srba, Hrvata i Slovenaca | Караджёрджевичи сербохорв. Карађорђевићи / Karađorđevići | | [ 15 ] |

## Королевство Югославия (1929—1945)
3 октября 1929 года король Александр обнародовал вступивший на следующий день в силу закон «О наименовании и разделении королевства на административные районы», по которому страна стала называться Королевство Югославия (сербохорв. Краљевина Југославија / Kraljevina Jugoslavija, словен. Kraljevina Jugoslavija) и была разделена на бановины со смешанным национальным составом.
Новая конституция, известная как «сентябрьская конституция» (серб. Септембарски устав), была октроирована королём 3 сентября 1931 года, положив конец установленному им 6 января 1929 года режиму военно-монархической диктатуры. Формально её действие было прекращено только с провозглашением Федеративной Народной Республики Югославии 29 ноября 1945 года. После убийства в Марселе 9 октября 1934 года короля Александра ставший князем-наместником Павле Караджёрджевич (возглавивший регентский совет при малолетнем наследнике престола Петре II) произвёл поворот югославской политики на сближение с Германией и Италией. Доминирующей политической силой в стране стал Югославский радикальный союз, идеологически близкий к фашизму. После возвращения главы правительства Драгиши Цветковича и ряда министров 26 марта 1941 года из Германии, ими было сделано заявление о присоединении Югославии к странам «оси»; на следующий день правительство и князь-наместник были смещены в результате военного переворота; заговорщики заявили о передаче трона не достигшему совершеннолетия Петру II и назначили правительство во главе с начальником Генерального штаба Душаном Симовичем.
6 апреля 1941 года на Югославию напали войска Германии и её союзников, оккупировавшие и расчленившие территорию страны в ходе Югославской операции. 15 апреля 1941 года из аэропорта Никшича правительство вместе с королём вылетело в Грецию.
Курсивом на сером фоне показаны даты начала и окончания полномочий регента престола.
|        | Портрет | Монограмма  | Имя (годы жизни)                                                                          | Полномочия      | Полномочия      | Династия или партия             | Титул или пост                                                                                                | Пр.           |
| Начало | Портрет | Монограмма  | Имя (годы жизни)                                                                          | Окончание       |                 | Династия или партия             | Титул или пост                                                                                                | Пр.           |
| ------ | ------- | ----------- | ----------------------------------------------------------------------------------------- | --------------- | --------------- | ------------------------------- | --- | ------------- |
| (2)    |         |             | Александр I (1888—1934) сербохорв. Александар I / Aleksandar I                            | 4 октября 1929  | 9 октября 1934  | Караджёрджевичи                 | король Югославии сербохорв. краљ Југославије / kralj Jugoslavije                                              | [ 15 ]        |
| 3      |         |             | Пётр II (1923—1970) сербохорв. Петар II / Petar II                                        | 9 октября 1934  | 15 апреля 1941  | Караджёрджевичи                 | король Югославии сербохорв. краљ Југославије / kralj Jugoslavije                                              | [ 26 ]        |
| —      |         | отсутствует | Никола Узунович (1873—1954) сербохорв. Никола Узуновић / Nikola Uzunović                  | 9 октября 1934  | 11 октября 1934 | Югославская национальная партия | председатель министерского совета сербохорв. Председник министарског савета / Predsjednik ministarskog vijeća | [ 27 ] [ 28 ] |
| —      |         | отсутствует | князь Павле Караджёрджевич (1893—1976) сербохорв. Павле Карађорђевић / Pavle Karađorđević | 11 октября 1934 | 27 марта 1941   | Караджёрджевичи                 | королевский наместник сербохорв. краљевски намесник / kraljevski namesnik                                     | [ 29 ]        |
| —      |         | отсутствует | Иво Перович (1882—1958) сербохорв. Иво Перовић / Ivo Perović                              | 11 октября 1934 | 27 марта 1941   | независимый                     | королевский наместник сербохорв. краљевски намесник / kraljevski namesnik                                     | [ 30 ]        |
| —      |         | отсутствует | Раденко Станкович (1880—1956) сербохорв. Раденко Станковић / Radenko Stanković            | 11 октября 1934 | 27 марта 1941   | независимый                     | королевский наместник сербохорв. краљевски намесник / kraljevski namesnik                                     | [ 31 ]        |

### В изгнании (1941—1945)
После разгрома королевской армии силами стран «оси» и их союзниками король Пётр II и правительство Симовича 15 апреля 1941 года вылетели из аэропорта Никшича в Грецию, затем 28 апреля в Палестину и, наконец, с июня 1941 года обосновались в Лондоне.
Возглавивший 1 июня 1944 года правительство в изгнании Иван Шубашич встретился на далматинском острове Вис 16 июня 1944 года с председателем Национального комитета освобождения Югославии (НКОЮ) Иосипом Броз Тито и подписал с ним соглашение, по которому находящиеся под командованием НКОЮ Народно-освободительная армия и партизанские отряды Югославии признавались единственной законной сражающейся силой (напротив, четники под командованием Драголюба Михаиловича, воевавшие от имени короля, были объявлены враждебной силой). Другой частью соглашения решение о будущем государственном устройстве страны откладывалось до проведения демократических выборов. Во втором договоре, подписанном 1 ноября 1944 года в освобождённом Белграде, был решён вопрос о порядке создания временного правительства, которым стало коалиционное Временное правительство Демократической Федеративной Югославии, сформированное 7 марта 1945 года под председательством Тито. Согласно тех же договорённостей 5 марта 1945 года в стране был создан представляющий находящегося в Лондоне короля регентский совет.
|        | Портрет | Монограмма | Имя (годы жизни)                                   | Полномочия     | Полномочия   | Династия        | Особенности титула                                               | Пр.    |
| Начало | Портрет | Монограмма | Имя (годы жизни)                                   | Окончание      |              | Династия        | Особенности титула                                               | Пр.    |
| ------ | ------- | ---------- | -------------------------------------------------- | -------------- | ------------ | --------------- | ---------------------------------------------------------------- | ------ |
| (3)    |         |            | Пётр II (1923—1970) сербохорв. Петар II / Petar II | 15 апреля 1941 | 5 марта 1945 | Караджёрджевичи | король Югославии сербохорв. краљ Југославије / kralj Jugoslavije | [ 26 ] |

### АВНОЮ (1943—1945)
Антифашистское вече народного освобождения Югославии (АВНОЮ) (сербохорв. Антифашистичко веће народног ослобођења Југославије / Antifašističko vijeće narodnog oslobođenja Jugoslavije) было созвано 26—27 ноября 1942 года в городе Бихач как общенациональное и общеполитическое представительство коммунистического движения в оккупированной Югославии. На второй сессии АВНОЮ, состоявшейся 29—30 ноября 1943 года в городе Яйце, президентом АВНОЮ  был избран Иван Рибар, было образован Национального комитета освобождения Югославии (НКОЮ) с функциями временного правительства, который возглавил Иосип Броз Тито, и одобрен план создания конституции Югославии как федеративной и было принято решение о строительстве после окончания Второй мировой войны демократического федеративного государства югославских народов под руководством Коммунистической партии Югославии. Были заложены основы федеративного устройства страны из 6 частей (Сербия, Хорватия, Босния и Герцеговина, Словения, Македония и Черногория).
В соответствии с соглашением с Правительством Югославии в изгнании в освобождённой стране были созданы 5 марта 1945 года регентский совет, представляющий находящегося в Лондоне короля, и 7 марта 1945 года коалиционное Временное правительство Демократической Федеративной Югославии под председательством Тито.
|        | Портрет | Имя (годы жизни)                                          | Полномочия     | Полномочия   | Партия                            | Должность | Пр.                  |
| Начало | Портрет | Имя (годы жизни)                                          | Окончание      |              | Партия                            | Должность | Пр.                  |
| ------ | ------- | --------------------------------------------------------- | -------------- | ------------ | --------------------------------- | --- | -------------------- |
| —      |         | Иван Рибар (1881—1968) сербохорв. Иван Рибар / Ivan Ribar | 30 ноября 1943 | 5 марта 1945 | Коммунистическая партия Югославии | председатель Антифашистского веча народного освобождения Югославии сербохорв. Председник Антифашистичког већа народног ослобођења Југославије / Predsjednik Antifašističkog vijeća narodnog oslobođenja Jugoslavije | [ 37 ] [ 38 ] [ 39 ] |

## Демократическая Федеративная Югославия (1945)

Герб ДФЮ

29 ноября 1943 года в боснийском городе Яйце на второй сессии Антифашистского вече народного освобождения Югославии (АВНОЮ) было принято решение о строительстве после окончания Второй мировой войны демократического федеративного государства югославских народов под руководством Коммунистической партии Югославии. Были заложены основы федеративного устройства страны из 6 частей (Сербия, Хорватия, Босния и Герцеговина, Словения, Македония и Черногория).
5 марта 1945 года в стране был создан представляющий находящегося в Лондоне короля Петра II регентский совет.
29 ноября 1945 года Учредительная скупщина Югославии ликвидировала монархию и провозгласила Федеративную Народную Республику Югославию. До своей смерти Пётр II оставался титулярным претендентом на югославский престол, находясь в эмиграции, символическим завершением которой стала передача председателем правительства Союзной Республики Югославии Зораном Жижичем 12 июля 2001 года ключей от Белого дворца в Белграде кронпринцу Югославии Александру Карагеоргиевичу.
|        | Портрет | Монограмма  | Имя (годы жизни)                                                                    | Полномочия   | Полномочия     | Династия        | Особенности титула                                                        | Пр.    |
| Начало | Портрет | Монограмма  | Имя (годы жизни)                                                                    | Окончание    |                | Династия        | Особенности титула                                                        | Пр.    |
| ------ | ------- | ----------- | ----------------------------------------------------------------------------------- | ------------ | -------------- | --------------- | ------------------------------------------------------------------------- | ------ |
| (3)    |         |             | Пётр II (1923—1970) сербохорв. Петар II / Petar II                                  | 5 марта 1945 | 29 ноября 1945 | Караджёрджевичи | король Югославии сербохорв. краљ Југославије / kralj Jugoslavije          | [ 26 ] |
| —      |         | отсутствует | Срджан Будисавлевич (1884—1968) сербохорв. Срђан Будисављевић / Srđan Budisavljević | 5 марта 1945 | 29 ноября 1945 | независимый     | королевский наместник сербохорв. краљевски намесник / kraljevski namesnik | [ 41 ] |
| —      |         | отсутствует | Анте Мандич (1881—1959) сербохорв. Анте Мандић / Ante Mandić                        | 5 марта 1945 | 29 ноября 1945 | независимый     | королевский наместник сербохорв. краљевски намесник / kraljevski namesnik | [ 42 ] |
| —      |         | отсутствует | Душан Сернец (1882—1952) сербохорв. Душан Сернец / Dušan Sernec                     | 5 марта 1945 | 29 ноября 1945 | независимый     | королевский наместник сербохорв. краљевски намесник / kraljevski namesnik | [ 43 ] |

## ФНРЮ (1945—1963)

Герб ФНРЮ

После провозглашения 29 ноября 1945 года Федеративной Народной Республики Югославии (ФНРЮ) её временно возглавили председатели двух палат Учредительной скупщины — Народного веча, избираемого непосредственно, и Союзного веча, представляющего регионы, — пока через два дня не был образован президиум Учредительной скупщины во главе с председателем Иваном Рибаром. Согласно принятой 31 января 1946 года конституции ФНРЮ Учредительное собрание было преобразовано в первый состав двухпалатной Народной скупщины, а Рибар возглавил её президиум.
13 января 1953 года был принят конституционный закон, внёсший большое число поправок в конституцию 1946 года. Были частично разделены партийные и государственные политические функции, предоставлен ряд прав отдельным республикам, расширены полномочия местных органов власти. Была учреждён пост президента Югославии (сербохорв. Председник / Predsjednik), объединённый с постом председателя Союзного исполнительного веча (сербохорв. Савезно извршно веће / Savezno izvršno vijeće).
|           | Портрет        | Имя (годы жизни)                                                      | Полномочия     | Полномочия | Партия                                                         | Должность | Пр.                  |
| Начало    | Портрет        | Имя (годы жизни)                                                      | Окончание      | | Партия                                                         | Должность | Пр.                  |
| --------- | -------------- | --------------------------------------------------------------------- | -------------- | --- | -------------------------------------------------------------- | --- | -------------------- |
| 4 (А / Б) |                | Йосип Видмар (1895—1992) сербохорв. Јосип Видмар / Josip Vidmar       | 29 ноября 1945 | 1 декабря 1945 | независимые (в составе Народного фронта Югославии)             | председатель Народного веча Учредительной скупщины Федеративной Народной Республики Югославии сербохорв. Председник Народног веча Уставотворне скупштине Федеративне Народне Републике Jугославиjе / Predsjednik Narodnog vijeća Ustavotvorne skupštine Federativne Narodne Republike Jugoslavije | [ 46 ]               |
| 4 (А / Б) |                | Владимир Симич (1894—1974) сербохорв. Владимир Симић / Vladimir Simić | 29 ноября 1945 | 1 декабря 1945 | независимые (в составе Народного фронта Югославии)             | председатель Союзного веча Учредительной скупщины Федеративной Народной Республики Югославии сербохорв. Председник Савезног већа Уставотворне скупштине Федеративне Народне Републике Jугославиjе / Predsjednik Saveznog vijeća Ustavotvorne skupštine Federativne Narodne Republike Jugoslavije  | [ 47 ]               |
| 5 (I—II)  |                | Иван Рибар (1881—1968) сербохорв. Иван Рибар / Ivan Ribar             | 1 декабря 1945 | 31 января 1946 | Коммунистическая партия Югославии → Союз коммунистов Югославии | председатель Президиума Учредительной скупщины Федеративной Народной Республики Югославии сербохорв. Председник Председништва Уставотворне скупштине Федеративне Народне Републике Jугославиjе / Predsjednik Predsjedništva Ustavotvorne skupštine Federativne Narodne Republike Jugoslavije      | [ 37 ] [ 38 ] [ 39 ] |
| 5 (I—II)  | 31 января 1946 | Иван Рибар (1881—1968) сербохорв. Иван Рибар / Ivan Ribar             | 14 января 1953 | председатель Президиума Народной скупщины Федеративной Народной Республики Югославии сербохорв. Председник Президијума Народне скупштине Федеративне Народне Републике Jугославиjе / Predsjednik Prezidijuma Narodne skupštine Federativne Narodne Republike Jugoslavije | Коммунистическая партия Югославии → Союз коммунистов Югославии | | [ 37 ] [ 38 ] [ 39 ] |

## СФРЮ (1963—1991)

Герб СФРЮ

Вступившая в силу 7 апреля 1963 года новая Конституция Югославии провозгласила страну социалистическим государством, в соответствии с чем его название было изменено на Социалистическая Федеративная Республика Югославия (серб. Социјалистичка Федеративна Република Југославија / Socijalistička Federativna Republika Jugoslavija). Правительство Сербии получило название Исполнительное вече Скупщины Социалистической Республики Сербии (сербохорв. Извршно веће Скупштине Социјалистичке Републике Србије) во главе с Председателем Исполнительного веча Скупщины (сербохорв. Председник Извршног већа Скупштине).
В 1974 году была принята новая федеральная Конституция, включившая автономные края Воеводина и Косов в число субъектов федерации и установившая коллективный Президиум, состоящий из представителей шести социалистических республик, двух социалистических автономных краёв в составе Сербии и (до 1988 года) Председателя Союза коммунистов Югославии. Статья 333 Конституции устанавливала для Тито возможность избрания Президентом СФРЮ с неограниченным действием мандата и откладывала введение коллегиального руководства до его смерти, при этом был введён пост вице-президента Президиума, ротируемый на ежегодной основе. После смерти Тито в 1980 году действующий вице-президент стал президентом Президиума, в последующем осуществлялась ежегодная ротация, при этом президентом становился вице-президент предшествующего года. 
После завершения 15 мая 1991 года мандата Борисава Йовича, Президиум не смог избрать его преемника и назначил координатора работы Президиума, которым стал противник сепаратистских тенденций Сейдо Байрамович, представляющий САК Косово серб, пока 1 июля 1991 года не состоялось утверждение представителя СР Хорватии Степана Месича (что соответствовало ранее соблюдаемому порядку ротации). Однако 3 октября Месич прекратил участвовать в деятельности Президиума, а 5 декабря 1991 года сложил полномочия, будучи отозван хорватским Сабором, принявшим Конституционное решение о суверенитете и независимости Республики Хорватии. Его заместил вице-президент Бранко Костич, представлявший Черногорию и являвшийся сторонником сербо-черногорского унионизма.
27 апреля 1992 года Сербия вместе с Черногорией образовала Союзную Республику Югославию.
Курсивом на сером фоне показаны даты начала и окончания полномочий вице-президента Президиума, замещающего прекратившего участие в деятельности Президиума президента до его официальной отставки.
|        | Портрет                        | Имя (годы жизни) | Полномочия     | Полномочия     | Партия | Должность | Представляемый субъект     | Пр.                  |
| Начало | Портрет                        | Имя (годы жизни) | Окончание      |                | Партия | Должность | Представляемый субъект     | Пр.                  |
| ------ | ------------------------------ | --- | -------------- | -------------- | --- | --- | -------------------------- | -------------------- |
| 6      |                                | Иосип Броз Тито (1892—1980) сербохорв. Јосип Броз Тито / Josip Broz Tito                                                                                              | 14 марта 1953  | 4 мая 1980     | Союз коммунистов Югославии | президент Социалистической Федеративной Республики Югославии сербохорв. председник Социјалистичке Федеративне Републике Југославије / predsjednik Socijalističke Federativne Republike Jugoslavije                                                    | Союз коммунистов Югославии | [ 53 ] [ 54 ] [ 55 ] |
| 7      |                                | Лазар Колишевский-Митре (1907–1984) сербохорв. Лазар Колишевски / Lazar Koliševski макед. Лазар Колишевски-Митре урожд. Лазар Панев Колишев болг. Лазар Панев Колишев | 4 мая 1980     | 14 мая 1980    | Союз коммунистов Югославии | президент Президиума Социалистической Федеративной Республики Югославии сербохорв. председник Председништва Социјалистичке Федеративне Републике Југославије / predsjednik Predsjedništva Socijalističke Federativne Republike Jugoslavije            | СР Македония               | [ 56 ] [ 57 ]        |
| 8      |                                | Цвиетин Миятович (1913–1993) сербохорв. Цвијетин Мијатовић / Cvijetin Mijatović                                                                                       | 15 мая 1980    | 15 мая 1981    | Союз коммунистов Югославии | президент Президиума Социалистической Федеративной Республики Югославии сербохорв. председник Председништва Социјалистичке Федеративне Републике Југославије / predsjednik Predsjedništva Socijalističke Federativne Republike Jugoslavije            | СР Босния и Герцеговина    | [ 56 ]               |
| 9      |                                | Сергей Крайгер (1914–2001) сербохорв. Сергеј Крајгер / Sergej Kraigher словен. Sergej Kraigher                                                                        | 16 мая 1981    | 15 мая 1982    | Союз коммунистов Югославии | президент Президиума Социалистической Федеративной Республики Югославии сербохорв. председник Председништва Социјалистичке Федеративне Републике Југославије / predsjednik Predsjedništva Socijalističke Federativne Republike Jugoslavije            | СР Словения                | [ 58 ]               |
| 10     |                                | Петар Стамболич (1912—2007) сербохорв. Петар Стамболић / Petar Stambolić                                                                                              | 16 мая 1982    | 16 мая 1983    | Союз коммунистов Югославии | президент Президиума Социалистической Федеративной Республики Югославии сербохорв. председник Председништва Социјалистичке Федеративне Републике Југославије / predsjednik Predsjedništva Socijalističke Federativne Republike Jugoslavije            | СР Сербия                  | [ 59 ] [ 60 ] [ 61 ] |
| 11     |                                | Мика Шпиляк (1916—2007) сербохорв. Мика Шпиљак / Mika Špiljak | 16 мая 1983    | 16 мая 1984    | Союз коммунистов Югославии | президент Президиума Социалистической Федеративной Республики Югославии сербохорв. председник Председништва Социјалистичке Федеративне Републике Југославије / predsjednik Predsjedništva Socijalističke Federativne Republike Jugoslavije            | СР Хорватия                | [ 61 ] [ 62 ] [ 63 ] |
| 12     |                                | Веселин Джуранович (1925—1997) сербохорв. Веселин Ђурановић / Veselin Đuranović                                                                                       | 16 мая 1984    | 15 мая 1985    | Союз коммунистов Югославии | президент Президиума Социалистической Федеративной Республики Югославии сербохорв. председник Председништва Социјалистичке Федеративне Републике Југославије / predsjednik Predsjedništva Socijalističke Federativne Republike Jugoslavije            | СР Черногория              | [ 64 ] [ 65 ] [ 66 ] |
| 13     |                                | Радован Влайкович (1924—2001) сербохорв. Радован Влајковић / Radovan Vlajković                                                                                        | 16 мая 1985    | 15 мая 1986    | Союз коммунистов Югославии | президент Президиума Социалистической Федеративной Республики Югославии сербохорв. председник Председништва Социјалистичке Федеративне Републике Југославије / predsjednik Predsjedništva Socijalističke Federativne Republike Jugoslavije            | САК Воеводина              | [ 67 ]               |
| 14     |                                | Синан Хасани (1922—2010) сербохорв. Синан Хасани / Sinan Hasani алб. Sinan Hasani                                                                                     | 16 мая 1986    | 15 мая 1987    | Союз коммунистов Югославии | президент Президиума Социалистической Федеративной Республики Югославии сербохорв. председник Председништва Социјалистичке Федеративне Републике Југославије / predsjednik Predsjedništva Socijalističke Federativne Republike Jugoslavije            | САК Косово                 | [ 68 ]               |
| 15     |                                | Лазар Мойсов (1920–2011) сербохорв. Лазар Мојсов / Lazar Mojsov макед. Лазар Мојсов                                                                                   | 16 мая 1987    | 15 мая 1988    | Союз коммунистов Югославии | президент Президиума Социалистической Федеративной Республики Югославии сербохорв. председник Председништва Социјалистичке Федеративне Републике Југославије / predsjednik Predsjedništva Socijalističke Federativne Republike Jugoslavije            | СР Македония               | [ 69 ] [ 70 ]        |
| 16     |                                | Раиф Диздаревич (1926–) сербохорв. Раиф Диздаревић / Raif Dizdarević                                                                                                  | 16 мая 1988    | 15 мая 1989    | Союз коммунистов Югославии | президент Президиума Социалистической Федеративной Республики Югославии сербохорв. председник Председништва Социјалистичке Федеративне Републике Југославије / predsjednik Predsjedništva Socijalističke Federativne Republike Jugoslavije            | СР Босния и Герцеговина    | [ 71 ]               |
| 17     |                                | Янез Дрновшек (1950–2008) сербохорв. Јанез Дрновшек / Janez Drnovšek словен. Janez Drnovšek                                                                           | 16 мая 1989    | 15 мая 1990    | Союз коммунистов Югославии | президент Президиума Социалистической Федеративной Республики Югославии сербохорв. председник Председништва Социјалистичке Федеративне Републике Југославије / predsjednik Predsjedništva Socijalističke Federativne Republike Jugoslavije            | СР Словения                | [ 72 ]               |
| 18     |                                | Борисав Йович (1928–2021) сербохорв. Борисав Јовић / Borisav Jović | 16 мая 1990    | 15 мая 1991    | Союз коммунистов Югославии | президент Президиума Социалистической Федеративной Республики Югославии сербохорв. председник Председништва Социјалистичке Федеративне Републике Југославије / predsjednik Predsjedništva Socijalističke Federativne Republike Jugoslavije            | СР Сербия                  | [ 73 ] [ 74 ]        |
|        | Социалистическая партия Сербии | Борисав Йович (1928–2021) сербохорв. Борисав Јовић / Borisav Jović | 16 мая 1990    | 15 мая 1991    | | президент Президиума Социалистической Федеративной Республики Югославии сербохорв. председник Председништва Социјалистичке Федеративне Републике Југославије / predsjednik Predsjedništva Socijalističke Federativne Republike Jugoslavije            | СР Сербия                  | [ 73 ] [ 74 ]        |
| и. о.  |                                | Сейдо Байрамович (1927–1993) сербохорв. Сејдо Бајрамовић / Sejdo Bajramović алб. Sejdo Bajramoviq                                                                     | 16 мая 1991    | 1 июля 1991    | координатор Президиума Социалистической Федеративной Республики Югославии сербохорв. координатор Председништва Социјалистичке Федеративне Републике Југославије / koordinator Predsjedništva Socijalističke Federativne Republike Jugoslavije | САК Косово | [ 44 ]                     |                      |
| 19     |                                | Степан Месич (1934—) сербохорв. Стјепан Месић / Stjepan Mesić | 1 июля 1991    | 5 декабря 1991 | Хорватское демократическое содружество | президент Президиума Социалистической Федеративной Республики Югославии сербохорв. председник Председништва Социјалистичке Федеративне Републике Југославије / predsjednik Predsjedništva Socijalističke Federativne Republike Jugoslavije            | Республика Хорватия        | [ 75 ] [ 76 ]        |
| и. о.  |                                | Бранко Костич (1939–2020) сербохорв. Бранко Костић / Branko Kostić | 3 октября 1991 | 5 декабря 1991 | Демократическая партия социалистов Черногории | вице-президент Президиума Социалистической Федеративной Республики Югославии сербохорв. потпредседник Председништва Социјалистичке Федеративне Републике Југославије / potpredsjednik Predsjedništva Socijalističke Federativne Republike Jugoslavije | Республика Черногория      | [ 77 ]               |
| и. о.  | 5 декабря 1991                 | Бранко Костич (1939–2020) сербохорв. Бранко Костић / Branko Kostić | 27 апреля 1992 |                | Демократическая партия социалистов Черногории | вице-президент Президиума Социалистической Федеративной Республики Югославии сербохорв. потпредседник Председништва Социјалистичке Федеративне Републике Југославије / potpredsjednik Predsjedništva Socijalističke Federativne Republike Jugoslavije | Республика Черногория      | [ 77 ]               |

## СРЮ (1992—2003)

Штандарт Президента СРЮ

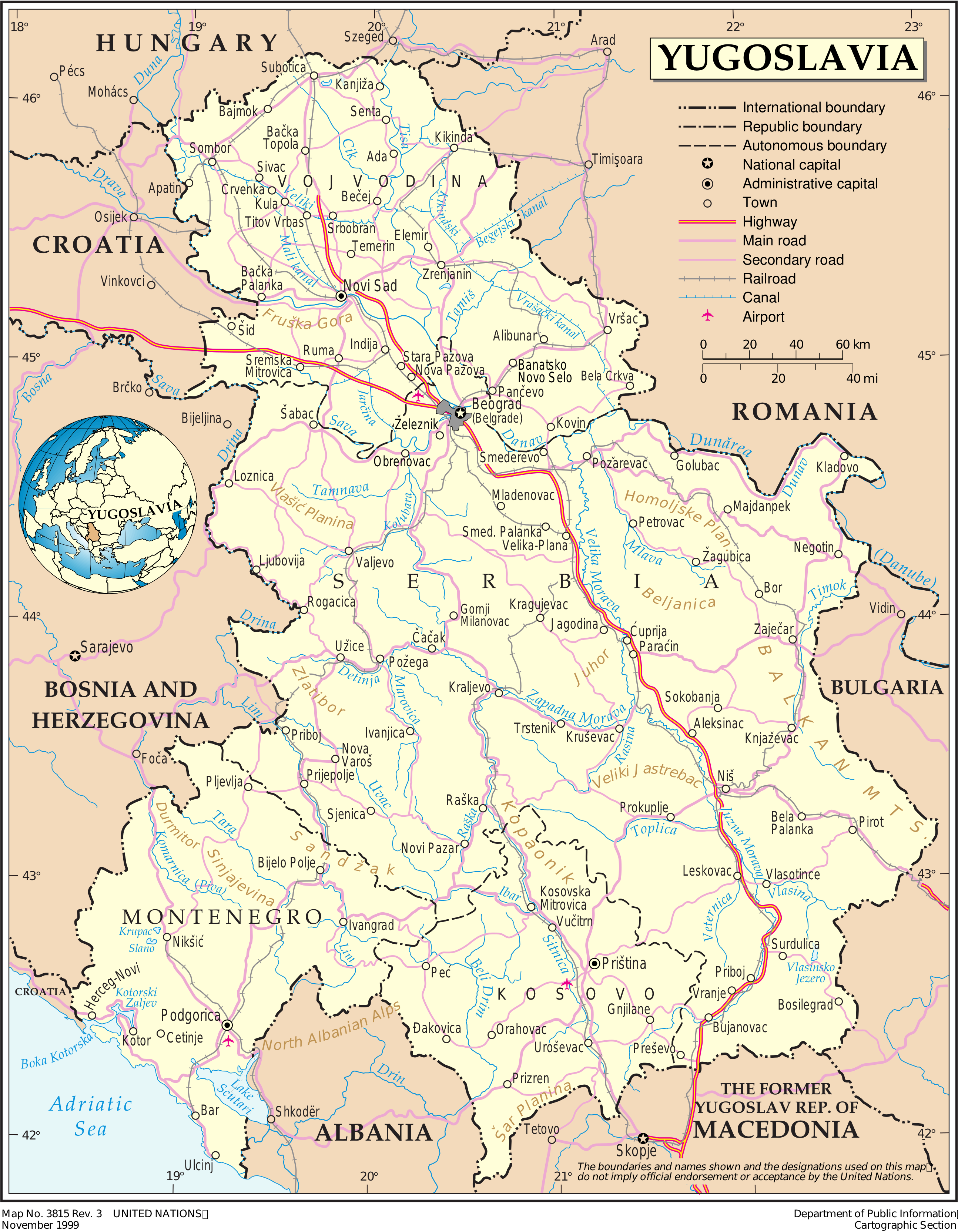
Карта СРЮ

Приняв 27 апреля 1992 года новую союзную Конституцию, Сербия и Черногория образовали Союзную Республику Югославию (серб. Савезна Република Југославија / Savezna Republika Jugoslavija). Государственным языком страны стал сербский, федеральный глава государства получил наименование Президента (серб. Председник Савезне Републике Југославије / Predsjednik Savezne Republike Jugoslavije). До 2000 года он избирался на четырёхлетний срок Союзной Скупщиной, состоявшей из Веча граждан и Веча республик; 24 сентября 2000 года после внесения изменений в Конституцию были проведены единственные прямые выборы, предварительные результаты которых спровоцировали массовые беспорядки и смену власти в стране. 14 февраля 2003 года Югославия была преобразована в Государственный Союз Сербии и Черногории (серб. Државна заједница Србија и Црна Гора / Državna zajednica Srbija i Crna Gora), представлявший собой конфедерацию независимых государств.
В период с 24 марта по 10 июня 1999 года против страны была проведена военная операция НАТО «Союзная сила» (англ. «Allied Force»), обоснованная как гуманитарная интервенция, во время которой под ударом оказались как военные объекты, так и гражданская инфраструктура. В связи с отсутствием мандата ООН, вопрос её легитимности поднимается до настоящего времени. Операция была остановлена после достижения технического соглашения о введении в Косово международных сил, 10 июня 1999 года Совет Безопасности ООН принял резолюцию 1244 о создании Миссии Организации Объединенных Наций по делам временной администрации в Косово и международных сил KFOR.
|        | Портрет | Имя (годы жизни)                                                             | Полномочия     | Полномочия     | Партия                                                                              | Выборы       | Пр.                  |
| Начало | Портрет | Имя (годы жизни)                                                             | Окончание      |                | Партия                                                                              | Выборы       | Пр.                  |
| ------ | ------- | ---------------------------------------------------------------------------- | -------------- | -------------- | ----------------------------------------------------------------------------------- | ------------ | -------------------- |
| и. о.  |         | Бранко Костич (1939–2020) серб. Бранко Костић / Branko Kostić                | 27 апреля 1992 | 15 июня 1992   | Демократическая партия социалистов Черногории                                       | [ комм. 30 ] | [ 77 ]               |
| 20     |         | Добрица Чосич (1921–2014) серб. Добрица Ћосић / Dobrica Ćosić                | 15 июня 1992   | 1 июня 1993    | независимый                                                                         | [ комм. 32 ] | [ 84 ]               |
| и. о.  |         | Милош Радулович (1929–2017) серб. Милош Радуловић / Miloš Radulović          | 1 июня 1993    | 25 июня 1993   | Демократическая партия социалистов Черногории                                       | [ комм. 33 ] | [ 85 ]               |
| 21     |         | Зоран Лилич (1953–) серб. Зоран Лилић / Zoran Lilić                          | 25 июня 1993   | 25 июня 1997   | Социалистическая партия Сербии                                                      | [ комм. 32 ] | [ 86 ]               |
| и. о.  |         | Срджя Божович (1955–) серб. Срђа Божовић / Srđa Božović                      | 25 июня 1997   | 23 июля 1997   | Демократическая партия социалистов Черногории                                       | [ комм. 33 ] | [ 81 ]               |
| 22     |         | Слободан Милошевич (1941–2006) серб. Слободан Милошевић / Slobodan Milošević | 23 июля 1997   | 7 октября 2000 | Социалистическая партия Сербии                                                      | [ комм. 32 ] | [ 87 ] [ 88 ] [ 89 ] |
| 23     |         | Воислав Коштуница (1944—) серб. Војислав Коштуница                           | 7 октября 2000 | 7 марта 2003   | Демократическая партия Сербии в составе коалиции «Демократическая оппозиция Сербии» | 2000         | [ 90 ] [ 91 ] [ 92 ] |

## Государственный Союз Сербии и Черногории (2003—2006)
14 марта 2002 года Сербия и Черногория пришли к соглашению о сотрудничестве только в некоторых политических областях (например, оборонительный союз и международное представительство). 4 февраля 2003 года было принято конституционное уложение Государственного Союза Сербии и Черногории (серб. Државна заједница Србија и Црна Гора / Državna zajednica Srbija i Crna Gora). Каждое государство имело своё собственное законодательство и экономическую политику, а позже — валюту, таможню и другие государственные атрибуты. Союз официально не имел общей столицы — хотя большинство правительственных органов находилось в столице Сербии Белграде, некоторые были переведены в столицу Черногории Подгорицу. Общее федеральное правительство было ликвидировано, до избрания 7 марта 2003 года президентом Государственного союза Светозара Маровича эти функции осуществлял последний президент Союзной Республики Югославии Воислав Коштуница. 21 мая 2006 года в Черногории был проведён референдум о национальной независимости. По его результатам 3 июня 2006 года была провозглашена национальная независимость Черногории, вскоре признанная Сербией, что означало распад Государственного Союза Сербии и Черногории.
|        | Портрет | Имя (годы жизни)                                                  | Полномочия   | Полномочия  | Партия                                        | Пр.    |
| Начало | Портрет | Имя (годы жизни)                                                  | Окончание    |             | Партия                                        | Пр.    |
| ------ | ------- | ----------------------------------------------------------------- | ------------ | ----------- | --------------------------------------------- | ------ |
| 24     |         | Светозар Марович (1955–) серб. Светозар Маровић, Svetozar Marović | 7 марта 2003 | 4 июня 2006 | Демократическая партия социалистов Черногории | [ 81 ] |